# Pterella grisea
Pterella grisea är en tvåvingeart som först beskrevs av Johann Wilhelm Meigen 1824.  Pterella grisea ingår i släktet Pterella och familjen köttflugor.
Artens utbredningsområde är Frankrike. Enligt den svenska rödlistan är arten nära hotad i Sverige. Arten förekommer på Öland. Artens livsmiljö är skogslandskap, jordbrukslandskap, stadsmiljö. Inga underarter finns listade i Catalogue of Life.